# Vi är kyrka
Vi är kyrka, på tyska Wir sind Kirche, är en reformkatolsk rörelse med ursprung i det tyskspråkiga Europa, som syftar till att förnya Romersk-katolska kyrkan i Andra Vatikankonciliets anda. Teologen Hans Küng har beskrivits som en av rörelsens intellektuella fäder.
Wir sind Kirche skapades ur uppropet Kirchenvolks-Begehren (ungefär "Kyrkofolkomröstningen") med krav på reformer, som samlade 505 154 underskrifter i Österrike. Bakgrunden till uppropet var en sexutnyttjandeskandal där ärkebiskopen i Wien, kardinal Hans Hermann Groër (1919–2003) anklagades för sexuella övergrepp på tonåringar. Ur rörelsen kring uppropet formades Wir sind Kirche i Österrike 1995. Samma år startades Wir sind Kirche i Schweiz och italienska Sydtyrolen. I realiteten skiljer man inte alltid den inofficiella rörelsen kring uppropet och organisationen åt; Wir sind Kirche kan syfta på båda. 
Den internationella sammanslutningen av lokala föreningar, International Movement We Are Church (IMWAC), bildades i Rom 1996. Den internationella rörelsen utropade officiellt ett manifest baserat på Kirchenvolks-Begehrens krav i Rom i oktober 1997, 35 år efter Andra vatikankonciliets invigning. Manifestet omfattar bland annat att tillåta kvinnor på alla kyrkans positioner, inklusive prästämbetet, att prästernas celibat görs frivilligt och en positiv sexualsyn där individen kan låta sig vägledas av sitt eget samvete i moralfrågor.
IMWAC:s ordförande, Martha Heizer som är en av rörelsens grundare, blev tillsammans med sin make Gert Heizer 2014 exkommunicerad på grund av att de firat nattvard i sitt hem utan närvaro av präst, men har trots detta fått förnyat stöd av rörelsens medlemmar och sitter kvar som ordförande.
För Kirchenvolks-Begehren i Österrike och Tyskland fick Wir Sind Kirche 1996 års Herbert Haag-pris.

## Lokala föreningar

### Vi är kyrka - Sverige
Rörelsens svenska gren heter Vi är kyrka - Sverige, ibland förkortat VÄKS, bildad 2013. Det liknande nätverket och bloggen Katolsk vision föregick bildandet av VÄKS.